# Elias Mendes Trindade
Elias Mendes Trindade, genannt Elias (* 16. Mai 1985 in São Paulo), ist ein ehemaliger brasilianischer Fußballspieler.

## Karriere

### Verein
Elias erhielt seine fußballerische Ausbildung beim Erstligaverein Palmeiras aus São Paulo. Hier konnte er sich aber nicht für die Profimannschaft qualifizieren. Mit 19 Jahren begann seine Laufbahn zunächst bei Náutico Capibaribe. Nach Gastspielen in den Clubs Esporte Clube São Bento, CA Juventus und bei Associação Atlética wechselte er nach Sao Paulo. Nach zwei Jahren bei Corinthians São Paulo wagte er im Januar 2011 den Sprung nach Europa und unterschrieb einen Vertrag beim spanischen Erstligisten Atlético Madrid. Elías ist vielseitig im Mittelfeld einsetzbar.
Am 30. August 2011 gab Atlético Madrid bekannt, dass Elías zu Sporting Lissabon wechseln werde. Im Januar 2013 wechselte für ein Jahr auf Leihbasis zurück in seine Heimat und unterschrieb einen Vertrag bei Flamengo Rio de Janeiro.
Anfang 2014 wurde Elias dann an seinen alten Verein Corinthians verkauft. Im Sommer 2016 kehrte der Elias zu Sporting zurück. Am 30. August 2016 wurde seine erneute Verpflichtung bekannt. 2017 kehrte Elias nach Brasilien zurück, wo er bei Atlético Mineiro unterzeichnete. Hier verblieb er bis Ende des Jahres 2019. Bis September 2020 war er ohne neuen Kontrakt, dann kam er bis Anfang Dezember des Jahres zum EC Bahia. Danach beendete er seine aktive Laufbahn.

### Nationalmannschaft
Seine erste Berufung in die Nationalmannschaft erhielt er 2010, wurde aber nach einigen Spielen nicht mehr berufen. Nach der für Brasilien enttäuschenden WM 2014 sollte Dunga ein neues Team aufbauen. Neben vielen anderen neuen Spielern, wurde Elias wieder für Brasiliens A-Nationalmannschaft nominiert.

## Erfolge
Corinthians
- Série B: 2008
- Staatsmeisterschaft von São Paulo: 2009
- Copa do Brasil: 2009
- Campeonato Brasileiro: 2015

Flamengo
- Copa do Brasil: 2013

Atlético Mineiro
- Staatsmeisterschaft von Minas Gerais: 2017

## Auszeichnungen
- Prêmio Craque do Brasileirão: 2015 – Mannschaft des Jahres